# Société wallonne des eaux
Pour les articles homonymes, voir SWDE.
La Société wallonne des Eaux (SWDE) est la principale société publique de production et de distribution d'eau potable en Région wallonne.

## Histoire

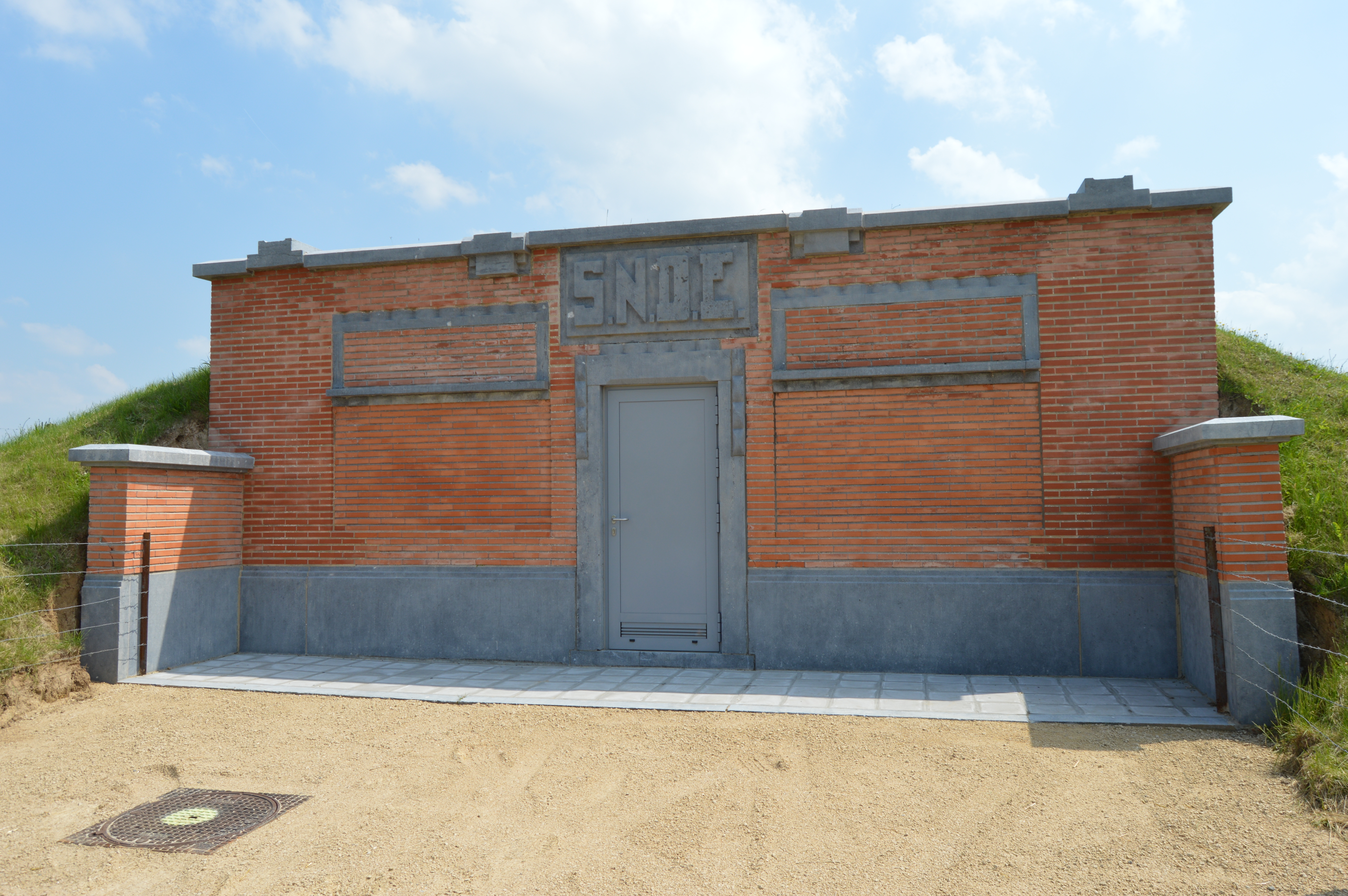
Station de pompage construite par la Société nationale des eaux, dorénavant Société wallonne des eaux, à Vezin

La SWDE est issue de la scission sur base régionale en 1980 de la Société nationale des distributions d'eau, créée à la suite de la loi du 26 août 1913. L'entité flamande sera dénommée  Vlaamse Maatschappij voor Watervoorziening  (V.M.W.), renommée De Watergroep (nl) en 2012, tandis que la Compagnie intercommunale bruxelloise des eaux (C.I.B.E.), créée en 1908 et dorénavant nommée Vivaqua assurera la distribution dans la capitale. La SWDE a ainsi fêté ses 100 ans en 2013. Elle est dénommée Société wallonne de distribution d'eau jusqu'à adoption de son appellation actuelle en 2001.
En 2018, elle couvrait 190 communes wallonnes sur 262, elle comptait 1 099 726 compteurs, ce qui représente  2 466 976 clients, soit environ 70 % de la population wallonne pour 65 % du territoire. Ce qui donne une production de 166 758 170 m3.